# Teramo
Teramo là một đô thị và thành phố của Ý. Thành phố này là tỉnh lỵ tỉnh Teramo trong vùng Abruzzo. Teramo có diện tích 151,88 km2, dân số theo ước tính năm 2005 của Viện thống kê quốc gia Ý là 52.794 người. Teramo có cự ly 150 km so với Roma, nằm giữa các núi cao nhất của dãy núi Apennine.
Các đơn vị dân cư:
Đô thị Teramo giáp với các đô thị: